# Зимневодская сельская община
Зимневодская сельская общи́на (укр. Зимноводівська сільська громада) — территориальная община во Львовском районе Львовской области Украины.
Административный центр — село Зимна Вода.
Население составляет 19 616 человек. Площадь — 34,2 км².

## Населённые пункты
В состав общины входит 5 сёл:
- Зимна Вода
- Лапаевка
- Скнилов
- Суховоля
- Холодновидка